# Rue des Carmes (Nantes)
Pour les articles homonymes, voir Rue des Carmes.
La rue des Carmes est une rue piétonne de Nantes, en France.

## Situation et accès
Située dans le quartier du Bouffay, dans le centre-ville de Nantes, elle prolonge la rue Saint-Léonard et s'achève sur la place du Change.

## Origine du nom
Elle porte ce nom en souvenir des religieux de l'ordre du Carmel qui possédaient un couvent dans cette voie.

## Historique
Au moment de la construction de l'enceinte gallo-romaine entourant la cité des Namnètes, le lit de l'Erdre est plus large qu'actuellement. La zone correspondant à la rue des Carmes actuelle est la limite Est de la rivière.
Au fil du temps, la ville se développe lentement à l'extérieur de ses remparts. Au XIe siècle, une douve est creusée au pied de la muraille pour améliorer le système de défense. Mais certaines parties de la ville ne sont pas protégées. C'est le cas de la rue de l'Échellerie, de la très fréquentée place du Change, du port fluvial ou du quartier de Bourgneuf sur la rive droite de l'Erdre (actuel quartier Saint-Nicolas). C'est Pierre Mauclerc qui, au XIIIe siècle, entreprend la construction de nouvelles murailles prenant en compte l'extension de la ville.
Fondés vers 1318 par Thibaut de Rochefort, vicomte de Donges, dans l'hôtel de Rochefort, les Carmes furent transférés vers 1325 dans le bâtiment qui occupait le coin de la rue des Carmes. Leur église, dont le chevet donnait sur la rue du Moulin, fut rebâtie entre 1365 et 1372 et leur couvent, entre 1369 et 1384, et agrandi après 1420 par les libéralités de Jean V, fut reconstruit en 1622. Les États de Bretagne s'y tinrent en 1636 et 1638,.
Les ducs de Bretagne veillaient tout particulièrement aux intérêts de ce couvent, notamment Jean V, François II, la duchesse Anne. C'est dans la chapelle des Carmes que le tombeau de François II de Bretagne est d'abord installé, avant d'être déposé dans la cathédrale. Le couvent a également recueilli les tombes de Gilles de Rais et de Gérard Mellier, ainsi que le reliquaire du cœur d'Anne de Bretagne.
Cette voie prend d'abord le nom de « rue de l'Échellerie », laquelle comprenait toute l'étendue entre le port Communeau et la « place des Changes ». L'appellation « l'Échellerie » provient de l'ancienne « porte de l'Échellerie » voisine. Devenue rue des Carmes, elle est baptisée « rue Fontenelle », durant la Révolution et reprend ensuite son nom précédent. Elle ne doit pas être confondue avec la rue des Carmélites située dans le quartier du château.
Les religieux furent dispersés en 1791, et leur mobilier, dont on avait préalablement soustrait les objets précieux, fut mis en vente. En 1792, l’acquéreur de l’église proposait d’en abattre la nef, et demandait qu’on en enlevât les orgues, tombeaux et statues. Plus tard, en 1802, la nef était transformée en théâtre des Variétés sous la direction de veuve Charles et Compagnie, puis de Ferville et Potier. Au début du XXe siècle, il ne reste plus rien du couvent que quelques arcades et des voûtes très bien conservées que l’on peut voir au no 3 de la rue des Bons-Français et aux no 16 et no 18 de la rue des Carmes.

## Bâtiments remarquables et lieux de mémoire

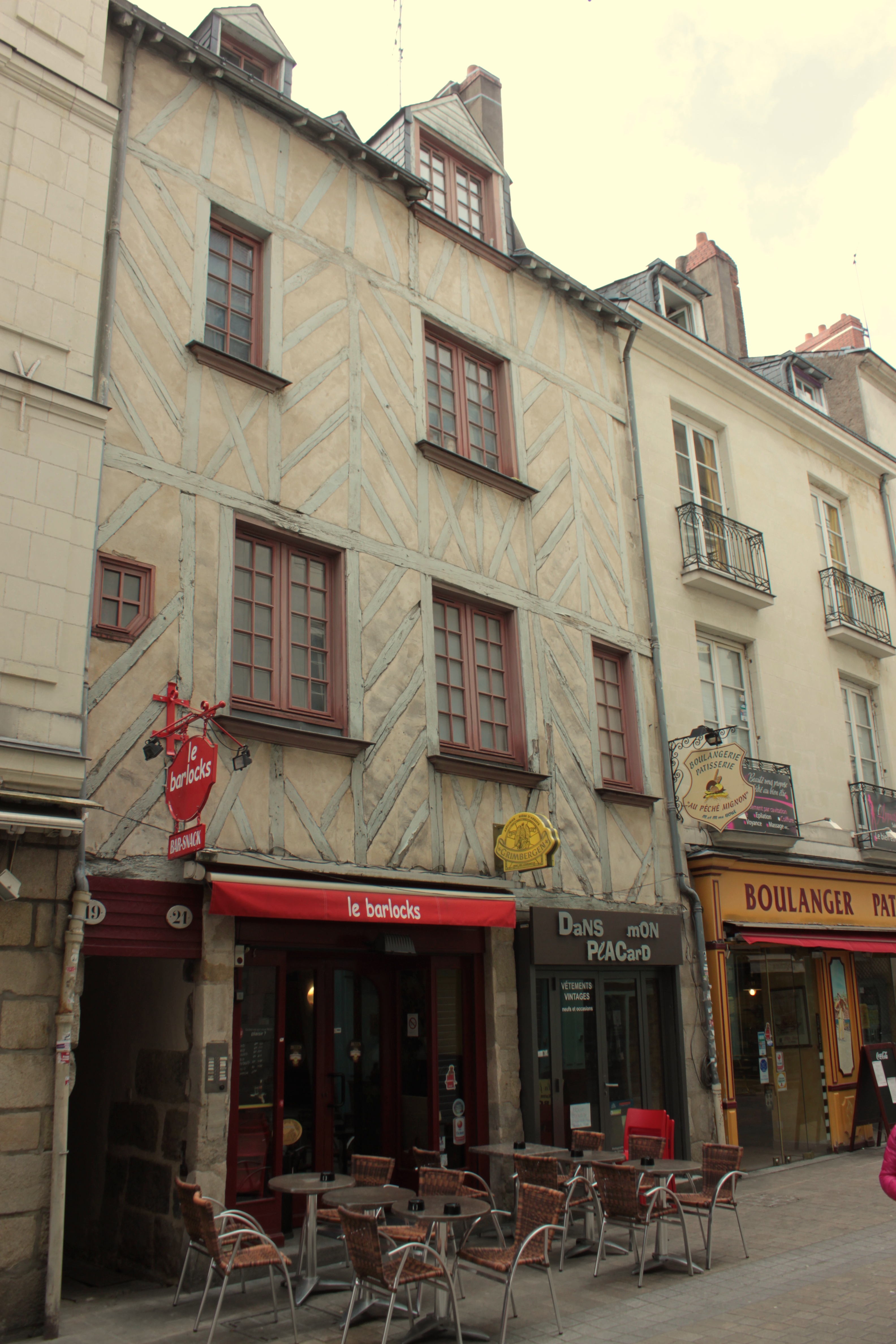
Une maison à pans de bois au no 19.

- C'est dans cette rue, près des Changes, que se trouvait, en 1493, la première imprimerie connue à Nantes, sous la direction d'Étienne Larcher, qui publia à cette époque Les Lunettes des Princes[2].
- Maison du no 2, à l'extrémité sud de la rue donnant sur la place du Change, se trouva dite « maison des Apothicaires » ou « maison du Change », datant du XVe siècle, elle est considérée comme étant la plus belle maison à colombages de la ville, et est classée monument historique le 4 janvier 1922[7]. Elle abrita pendant plusieurs années durant, le syndicat d'initiative, puis un restaurant, et enfin un café-expo ainsi qu'un local associatif.
- Au no 15 se trouvait la « cour Gaillard ». Au fond d'un couloir, dans la seconde partie de cette cour, qui correspondait avec la rue des Halles, Édouard Pied signale qu'en 1906 il existait, encastrée dans le mur d'une vieille maison, une sculpture en bois, recouverte d'un badigeon et représentant une Vierge, connue sous le nom de « Notre-Dame-de-la-Délivrance ». Selon une croyance populaire, cette Vierge était l'objet d'une vénération toute particulière de la part des femmes (notamment les naissances heureuses)[8], en certaines circonstances de la vie, et on y voit encore en 1906 souvent des bouts de cire brûlés autour du piédestal qui la soutient. Cette statue serait la reproduction d'une autre, signalée dès le XVIe siècle[9]. Après les destructions de la Seconde Guerre mondiale, les bâtiments longeant le sud de la « cour Gaillard » ont été reconstruits, et la rue des Halles élargie ; la cour a peut-être été modifiée depuis les observations d'Édouard Pied.
- D'autres cours existaient, au début du XXe siècle, aux nos 19, 23 et 25 de cette rue[9].